# Eccleshall Castle
Eccleshall Castle är ett slott i Storbritannien.   Det ligger i grevskapet Staffordshire och riksdelen England, i den södra delen av landet, 210 km nordväst om huvudstaden London. Eccleshall Castle ligger 92 meter över havet.
Terrängen runt Eccleshall Castle är platt. Runt Eccleshall Castle är det ganska tätbefolkat, med 207 invånare per kvadratkilometer. Närmaste större samhälle är Stoke-on-Trent, 16,4 km norr om Eccleshall Castle. Trakten runt Eccleshall Castle består i huvudsak av gräsmarker.